# Mimeusemia limata
Mimeusemia limata är en fjärilsart som beskrevs av Jordan 1926. Mimeusemia limata ingår i släktet Mimeusemia och familjen nattflyn. Inga underarter finns listade i Catalogue of Life.